# 木村光
木村 光（きむら ひかる、2000年7月2日 - ）は、奈良県桜井市出身のプロ野球選手（投手）。右投左打。福岡ソフトバンクホークス所属。

## 経歴

### プロ入り前
奈良大学附属高等学校では3年夏の第100回全国高等学校野球選手権記念大会にエースとして出場。羽黒との1回戦で完投勝利し、同校は春夏通じて甲子園大会初勝利となった。日大三との2回戦にも先発したが8失点し、敗れた。
高校卒業後は佛教大学へ進学し、1年時から公式戦に登板。全日本大学野球選手権大会に3度出場した。
2022年10月20日に開催されたドラフト会議にて、育成3位で福岡ソフトバンクホークスから指名された。11月20日に支度金300万円、年俸400万円で入団に合意し、12月5日、BOSS E・ZO FUKUOKAで入団発表会見が行われた。背番号は160。

### ソフトバンク時代
2023年は開幕から体作りに励み、自己最速となる150km/hを計測。フレッシュオールスターゲームに選出された。その後、7月17日に支配下選手登録された。年俸は650万円（推定）で、背番号は68。なお、2023年シーズン開幕時点で54人所属していたソフトバンクの育成選手の内、支配下登録を勝ち取ったのは木村ただ1人である。しかし「胸椎分離症」でリハビリを強いられ、一軍公式戦での登板はなく、二軍公式戦では17試合の登板で63回1/3を投げ、2勝4敗、防御率3.41を記録。シーズンオフの11月12日、現状維持の推定年俸650万円で契約を更改した。
2024年は、ウエスタン・リーグで先発も含め9試合に登板し、3勝2敗、防御率4.32の成績を残した。9月3日に一軍初昇格し、同日の北海道日本ハムファイターズ戦（みずほPayPayドーム）で、5回から3番手投手としてプロ初登板。ピンチは背負ったものの、2回を無失点に抑えた。

## 選手としての特徴・人物
最速154km/hを計測した直球に加え、2種類のスライダー、カーブ、スプリット、チェンジアップ、ツーシームといった変化球を多彩に操る右投手。全球種を直球と変化球の軌道が途中まで変わらない「ピッチトンネル」の技術を誇る。
目標とする選手は千賀滉大。
愛称は「キムニー」、「キム」、「ひかぽん」など。

## 詳細情報

### 年度別投手成績
| 年 度     | 球 団        | 登 板 | 先 発 | 完 投 | 完 封 | 無 四 球 | 勝 利 | 敗 戦 | セ 丨 ブ | ホ 丨 ル ド | 勝 率 | 打 者 | 投 球 回 | 被 安 打 | 被 本 塁 打 | 与 四 球 | 敬 遠 | 与 死 球 | 奪 三 振 | 暴 投 | ボ 丨 ク | 失 点 | 自 責 点 | 防 御 率 | W H I P |
| --------- | ------------ | ----- | ----- | ----- | ----- | -------- | ----- | ----- | -------- | ----------- | ----- | ----- | -------- | -------- | ----------- | -------- | ----- | -------- | -------- | ----- | -------- | ----- | -------- | -------- | ------- |
| 2024      | ソフトバンク | 5     | 0     | 0     | 0     | 0        | 0     | 0     | 0        | 1           | ----  | 24    | 6.0      | 5        | 0           | 1        | 0     | 0        | 8        | 0     | 0        | 1     | 1        | 1.50     | 1.00    |
| 通算：1年 | 通算：1年    | 5     | 0     | 0     | 0     | 0        | 0     | 0     | 0        | 1           | ----  | 24    | 6.0      | 5        | 0           | 1        | 0     | 0        | 8        | 0     | 0        | 1     | 1        | 1.50     | 1.00    |

- 2024年度シーズン終了時

### 年度別守備成績
| 年 度 | 球 団        | 投手  | 投手  | 投手  | 投手  | 投手  | 投手     |
| 年 度 | 球 団        | 試 合 | 刺 殺 | 補 殺 | 失 策 | 併 殺 | 守 備 率 |
| ----- | ------------ | ----- | ----- | ----- | ----- | ----- | -------- |
| 2024  | ソフトバンク | 5     | 0     | 2     | 0     | 0     | 1.000    |
| 通算  | 通算         | 5     | 0     | 2     | 0     | 0     | 1.000    |

- 2024年度シーズン終了時

### 記録
初記録
- 初登板：2024年9月3日、対北海道日本ハムファイターズ20回戦（みずほPayPayドーム福岡）、5回表に3番手で救援登板、2回無失点[15]
- 初奪三振：同上、5回表に水野達稀から見逃し三振
- 初ホールド：2024年9月30日、対オリックス・バファローズ24回戦（みずほPayPayドーム福岡）、6回表に2番手で救援登板、1回無失点

### 背番号
- 160（2023年 - 同年7月16日）
- 68（2023年7月17日 - ）

### 登場曲
- 「おもかげ」 milet, Aimer, 幾田りら（2023年 - ）
- 「Overdose」 なとり（2023年 - ）